# Гіперони
Гіперони — група баріонів, яким властива дивність, але в яких немає ні краси, ні чарівності. До складу гіперонів входить принаймні один дивний кварк. Як баріони вони мають напівцілий спін. Вони беруть участь у сильній взаємодії, а також у слабкій взаємодії, з якою пов'язані механізми їхнього розпаду. При розпаді гіперонів парність не зберігається.
До гіперонів належать три сигма-гіперони Σ+, Σ0 та Σ-, один лямбда-гіперон Λ0, два ксі-гіперони Ξ0 та Ξ-, і один омега-мінус-гіперон Ω-.

## Властивості
| Частинка       | Символ    | Склад | Маса спокою МеВ/c2 | Ізоспін I | Спін (Парність) JP | Q  | S  | C | B' | Час життя с         | Канали розпаду                  |
| -------------- | --------- | ----- | ------------------ | --------- | ------------------ | -- | -- | - | -- | ------------------- | ------------------------------- |
| Лямбда         | Λ0        | u d s | 1 115.683(6)       | 0         | 1⁄2+               | 0  | −1 | 0 | 0  | 2.60×10−10          | p+ + π− або n0 + π0             |
| Сігма          | Σ+        | u u s | 1 189.37(0.7)      | 1         | 1⁄2+               | +1 | −1 | 0 | 0  | (8.018±0.026)×10−11 | p+ + π0 або n0 + π+             |
| Сігма          | Σ0        | u d s | 1 192.642(24)      | 1         | 1⁄2+               | 0  | −1 | 0 | 0  | (7.4±0.7)×10−20     | Λ0 + γ                          |
| Сігма          | Σ−        | d d s | 1 197.449(30)      | 1         | 1⁄2+               | −1 | −1 | 0 | 0  | (1.479±0.011)×10−10 | n0 + π−                         |
| Сігма-резонанс | Σ+ (1385) | u u s | 1 382.8(4)         | 1         | 3⁄2+               | +1 | −1 | 0 | 0  |                     | Λ + π або Σ + π                 |
| Сігма-резонанс | Σ0 (1385) | u d s | 1 383.7±1.0        | 1         | 3⁄2+               | 0  | −1 | 0 | 0  |                     | Λ + π або Σ + π                 |
| Сігма-резонанс | Σ− (1385) | d d s | 1 387.2(5)         | 1         | 3⁄2+               | −1 | −1 | 0 | 0  |                     | Λ + π або Σ + π                 |
| Ксі            | Ξ0        | u s   | 1 314.83(20)       | 1⁄2       | 1⁄2+               | 0  | −2 | 0 | 0  | (2.90±0.09)×10−10   | Λ0 + π0                         |
| Ксі            | Ξ−        | d s   | 1 321.31(13)       | 1⁄2       | 1⁄2+               | −1 | −2 | 0 | 0  | (1.639±0.015)×10−10 | Λ0 + π−                         |
| Ксі-резонанс   | Ξ0 (1530) | u s   | 1 531.80(32)       | 1⁄2       | 3⁄2+               | 0  | −2 | 0 | 0  |                     | Ξ + π                           |
| Ксі-резонанс   | Ξ− (1530) | d s   | 1 535.0(6)         | 1⁄2       | 3⁄2+               | −1 | −2 | 0 | 0  |                     | Ξ + π                           |
| Омега          | Ω−        | s s   | 1 672.45(29)       | 0         | 3⁄2+               | −1 | −3 | 0 | 0  | (8.21±0.11)×10−11   | Λ0 + K− або Ξ0 + π− або Ξ− + π0 |